# Juan Pablo Brzezicki
Juan Pablo Brzezicki (* 12. April 1982 in Buenos Aires) ist ein ehemaliger argentinischer Profitennisspieler.

## Karriere
Juan Pablo Brzezicki gewann in seiner Karriere als Profi insgesamt 29 Titel. Davon allerdings nur einen Doppeltitel auf der ATP World Tour. Die restlichen Titel gewann er auf der ATP Challenger und der ITF Future Tour. Den einzigen Titel auf der World Tour errang er 2007 in Amersfoort, als er zusammen mit Juan Pablo Guzmán gegen das Duo Robin Haase und Rogier Wassen mit 6:2, 6:0 gewann. Den größten Erfolg seiner Karriere bei einem Grand-Slam-Turnier verbuchte er ebenfalls im Jahr 2007, als er bei den French Open in die dritte Runde einzog. In der Tennis-Bundesliga spielte Juan Pablo Brzezicki in der Saison 2004 für den TC Rüppurr Karlsruhe. Von 2005 bis 2012 spielte er durchgehend für den TK Grün-Weiss Mannheim, wobei er in den Jahren 2005, 2007 und 2010 jeweils die Meisterschaft errang.

## Erfolge
| Legende (Anzahl der Siege)                        |
| Grand Slam                                        |
| ATP World Tour Finals                             |
| ATP World Tour Masters 1000                       |
| ATP World Tour 500                                |
| ATP International Series / ATP World Tour 250 (1) |
| ATP Challenger Tour (13)                          |

### Einzel

#### Turniersiege
| Nr. | Datum         | Turnier | Belag     | Finalgegner   | Ergebnis |
| --- | ------------- | ------- | --------- | ------------- | -------- |
| 1.  | 11. März 2007 | Salinas | Hartplatz | Marcos Daniel | 6:4, 6:4 |

### Doppel

#### Turniersiege

##### ATP World Tour
| Nr. | Datum         | Turnier    | Belag | Partner           | Finalgegner               | Ergebnis |
| --- | ------------- | ---------- | ----- | ----------------- | ------------------------- | -------- |
| 1.  | 22. Juli 2007 | Amersfoort | Sand  | Juan Pablo Guzmán | Robin Haase Rogier Wassen | 6:2, 6:0 |

##### ATP Challenger Tour
| Nr. | Datum              | Turnier       | Belag     | Partner                  | Finalgegner                             | Ergebnis          |
| --- | ------------------ | ------------- | --------- | ------------------------ | --------------------------------------- | ----------------- |
| 1.  | 18. September 2004 | Budapest      | Sand      | Mariano Delfino          | Ignacio González King Juan Pablo Guzmán | 2:6, 6:3, 6:2     |
| 2.  | 3. Oktober 2004    | Dubrovnik     | Sand      | Martín Vassallo Argüello | Leonardo Azzaro Juri Schtschukin        | 6:1, 6:2          |
| 3.  | 20. März 2005      | Salinas       | Hartplatz | Cristian Villagrán       | Juan Pablo Guzmán Sergio Roitman        | 6:2, 6:4          |
| 4.  | 5. Juni 2005       | Sassuolo      | Sand      | Cristian Villagrán       | Paul Capdeville Simone Vagnozzi         | 7:65, 6:2         |
| 5.  | 12. Juni 2005      | Lugano        | Sand      | Enzo Artoni              | Mariusz Fyrstenberg Robert Lindstedt    | 4:6, 6:2, 6:2     |
| 6.  | 5. Februar 2006    | Florianópolis | Sand      | Cristian Villagrán       | Gianluca Naso Mirko Pehar               | 7:63, 6:2         |
| 7.  | 23. Juli 2006      | Rimini        | Sand      | Cristian Villagrán       | Vasilis Mazarakis Gabriel Moraru        | 6:2, 5:7, [10:6]  |
| 8.  | 19. November 2006  | Guayaquil     | Sand      | Leonardo Mayer           | Marcel Felder Fernando Vicente          | 1:6, 7:5, [14:12] |
| 9.  | 6. Mai 2007        | Naples        | Sand      | Leonardo Mayer           | Pablo Cuevas Horacio Zeballos           | 6:1, 6:74, [10:8] |
| 10. | 13. September 2008 | Ljubljana     | Sand      | Mariano Hood             | Rameez Junaid Philipp Marx              | 7:5, 7:64         |
| 11. | 22. März 2009      | Caltanissetta | Sand      | David Marrero            | Daniele Bracciali Simone Vagnozzi       | 7:65, 6:3         |
| 12. | 11. Oktober 2009   | Montevideo    | Sand      | David Marrero            | Martín Cuevas Pablo Cuevas              | 6:4, 6:4          |

## Abschneiden bei Grand-Slam Turnieren

### Einzel
| Turnier         | 2005 | 2006 | 2007 | 2008 | 2009 | Bilanz | Karriere |
| --------------- | ---- | ---- | ---- | ---- | ---- | ------ | -------- |
| Australian Open | —    | —    | —    | 1    | —    | 0:1    | 1        |
| French Open     | 1    | —    | 3    | —    | —    | 2:2    | 3        |
| Wimbledon       | —    | —    | —    | —    | —    | -:-    | —        |
| US Open         | —    | —    | —    | —    | 1    | 0:1    | 1        |

### Doppel
| Turnier         | 2005 | 2006 | 2007 | 2008 | Bilanz | Karriere |
| --------------- | ---- | ---- | ---- | ---- | ------ | -------- |
| Australian Open | —    | —    | —    | 2    | 1:1    | 2        |
| French Open     | 2    | —    | —    | —    | 1:1    | 2        |
| Wimbledon       | —    | —    | —    | —    | -:-    | —        |
| US Open         | —    | —    | —    | —    | -:-    | —        |